# بيير بيرير
بيير بيرير (بالألمانية: Pierre Perrier) (و. 1984 – م) هو ممثل، وممثل أفلام، من فرنسا.

## وصلات خارجية
- بيير بيرير على موقع IMDb (الإنجليزية)
- بيير بيرير على موقع روتن توميتوز (الإنجليزية)
- بيير بيرير على موقع ألو سيني (الفرنسية)
- بيير بيرير على موقع أول موفي (الإنجليزية)
- بيير بيرير على موقع قاعدة بيانات الفيلم (الإنجليزية)
- بيير بيرير على موقع كينوبويسك (الروسية)